# Nagubat (Antique)
Nagubat ist ein Eiland und Bestandteil der Gruppe der Caluya-Inseln, welche sich in der philippinischen Provinz Antique befindet.

## Lage und Geographie
Das Eiland liegt etwa 3 km nördlich der Insel Caluya und etwa 5,2 km südlich von Libagao. Die Landfläche ist durch einen Sandstrand im Norden und Osten der Insel geprägt. Dieser mündet im Südosten in eine Sandbank, welche ungefähr 120 m aus der Vegetation herausragt. Im Südwesten befindet sich eine Klippe aus Felsen, der Mittelteil ist mit Wald bedeckt. Größere Erhöhungen gibt es keine.